# Giuseppe Favalli
Giuseppe Favalli  est un footballeur italien, né le 8 janvier 1972 à Orzinuovi. Il évoluait au poste d'arrière latéral gauche au sein du Milan AC.

## Biographie
C'est le joueur le plus capé de toute l'histoire de la Lazio de Rome, avec 401 matchs joués pour le club romain entre 1992 et 2004 (dont 298 en Série A). Il s'est forgé au cours de sa longue carrière un palmarès très important.
Il prend sa retraite au terme de la saison 2009/2010, après 21 ans de carrière.

## Palmarès
- Équipe d'Italie
  - 8 sélections entre 1994 et 2004
  - Participation à l'Euro 2004 (éliminé au premier tour)
  - Participation aux Jeux olympiques 1992 (éliminé en quart-de-finale)
  - Vainqueur de l'Euro espoirs 1992

- Lazio Rome
  - Champion de Série A en 2000
  - Vainqueur de la Coupe des vainqueurs de coupes en 1999
  - Vainqueur de la Supercoupe d'Europe en 1999
  - Vainqueur de la Coupe d'Italie en 1998, 2000 et 2004
  - Vainqueur de la Supercoupe d'Italie en 1998 et 2000
  - Finaliste de la Coupe de l'UEFA en 1998

- Inter Milan
  - Champion de Série A en 2006
  - Vainqueur de la Coupe d'Italie en 2005 et 2006
  - Vainqueur de la Supercoupe d'Italie en 2005

- Milan AC
  - Vainqueur de la Ligue des champions en 2007
  - Vainqueur de la Supercoupe d'Europe en 2007
  - Vainqueur du Championnat du Monde des clubs en 2007

## Statistiques en championnat
| Année     | Équipe       | Championnat | Matchs | Buts |
| --------- | ------------ | ----------- | ------ | ---- |
| 1988-1989 | US Cremonese | Serie B     | 2      | 0    |
| 1989-1990 | US Cremonese | Serie A     | 28     | 0    |
| 1990-1991 | US Cremonese | Serie B     | 33     | 2    |
| 1991-1992 | US Cremonese | Serie A     | 31     | 1    |
| 1992-1993 | Lazio Rome   | Serie A     | 32     | 1    |
| 1993-1994 | Lazio Rome   | Serie A     | 23     | 1    |
| 1994-1995 | Lazio Rome   | Serie A     | 22     | 0    |
| 1995-1996 | Lazio Rome   | Serie A     | 26     | 1    |
| 1996-1997 | Lazio Rome   | Serie A     | 26     | 0    |
| 1997-1998 | Lazio Rome   | Serie A     | 24     | 0    |
| 1998-1999 | Lazio Rome   | Serie A     | 25     | 0    |
| 1999-2000 | Lazio Rome   | Serie A     | 18     | 0    |
| 2000-2001 | Lazio Rome   | Serie A     | 27     | 0    |
| 2001-2002 | Lazio Rome   | Serie A     | 20     | 0    |
| 2002-2003 | Lazio Rome   | Serie A     | 26     | 1    |
| 2003-2004 | Lazio Rome   | Serie A     | 29     | 0    |
| 2004-2005 | Inter Milan  | Serie A     | 26     | 0    |
| 2005-2006 | Inter Milan  | Serie A     | 23     | 0    |
| 2006-2007 | Milan AC     | Serie A     | 15     | 2    |
| 2007-2008 | Milan AC     | Serie A     | 26     | 0    |
| 2008-2009 | Milan AC     | Serie A     | 23     | 0    |
| 2009-2010 | Milan AC     | Serie A     | 16     | -    |